# 반사파 지진학
반사파 지진학, 반사지진 또는 지진반사는 반사된 지진파로부터 지구 지하의 특성을 추정하기 위해 지진학의 원리를 사용하는 지구물리학 탐사 방법이다. 이 방법에는 다이너마이트 또는 토벡스 폭발, 특수 공기총 또는 지진 진동기와 같은 통제된 지진 에너지원이 필요하다. 반사지진은 소나 및 반향 위치 측정과 유사하다.

## 역사
지구 내부의 지질 경계면에서 지진파의 반사와 굴절은 지진으로 인해 발생하는 지진파의 기록에서 처음으로 관찰되었다. 지구 깊은 내부의 기본 모델은 지구 내부를 통해 전달되는 지진에 의해 생성된 지진파의 관측을 기반으로 한다(예: Mohorovičić, 1910). 인간이 생성한 지진파를 사용하여 지각 상부 몇 킬로미터의 지질을 자세히 지도화한 것은 그 직후부터 이루어졌으며 주로 상업 기업, 특히 석유 산업으로 인해 발전했다.
지진 반사 탐사는 소금 돔과 관련된 석유를 찾는 데 사용된 지진 굴절 탐사 방법에서 발전했다. 독일의 광산 측량사인 루저 민트롭은 1914년에 기계식 지진계를 고안하여 독일에서 소금 돔을 탐지하는 데 성공적으로 사용했다. 그는 1919년에 독일 특허를 신청했고 1926년에 발행되었다. 1921년에 그는 세이스모스(Seismos)라는 회사를 설립했고, 이 회사는 텍사스와 멕시코에서 지진 탐사를 수행하기 위해 고용되었으며, 그 결과 1924년에 굴절 지진 방법을 사용하여 최초의 상업적인 석유 발견이 이루어졌다. 1924년 텍사스에서 오처드(Orchard) 소금 돔이 발견되면서 걸프 연안을 따라 지진 굴절 탐사가 붐을 이루었지만 1930년까지 이 방법으로 인해 얕은 로안(Louann) 소금 돔이 대부분 발견되었고 굴절 지진 방법은 사라졌다.

## 같이 보기
- 물리탐사
- 레이저 간섭계 중력파 관측소
- 지진파